# Siulak Kecil Hilir
Siulak Kecil Hilir is een bestuurslaag in het regentschap Kerinci van de provincie Jambi, Indonesië. Siulak Kecil Hilir telt 1020 inwoners (volkstelling 2010).